# 媽振館
媽振館是1860年代開始，在廈門、廣東一帶從事存放款業務的私人機構，後來引進臺灣並設立分支機構，是臺灣在清治時期尚未引進銀行時的主要金融机构之一。

## 概述
「媽振館」一詞源自英语的音譯，由於五口通商後茶葉出口贸易逐漸興盛於閩南、臺灣一帶，於是便出現了以茶葉抵押、提供貸款的媽振館，其經營者則以广东人居多。當時媽振館多於廈門設立總公司，並在臺灣設立分公司提供茶商資金和製茶廠，或以茶葉為抵押品融通資金。媽振館雖非銀行，但仍經營放款、匯兌等業務，與錢莊共同作為引進銀行前的主要金融机构。當時金流多由匯豐銀行提供給洋行，洋行提供給媽振館，媽振館再貸款給茶商；全盛時期臺灣曾有多達20家以上的媽振館。
1895年臺灣割讓給日本帝國後進入日治時期，1899年日本當局在台設立臺灣銀行，之後彰化銀行、華南銀行等民營銀行亦陸續成立，媽振館遂於導入銀行後逐漸式微，並於1907年完全消失。